# リーゼ・プロコップ
リーゼ・プロコップ（Liese Prokop、1941年3月27日 - 2006年12月31日）は、オーストリアの政治家。陸上競技選手。1968年メキシコシティーオリンピックの銀メダリストである。

## 経歴
1941年ウィーン生まれ。1962年から陸上競技を始め、1965年にトレーナーのグンナー・プロコップと結婚。1968年メキシコオリンピックでは五種競技に出場、西ドイツのイングリット・ベッカーに次いで銀メダルを獲得した。
1969年には、五種競技で5352ポイントの世界新記録を樹立した。ヨーロッパ選手権の五種競技も制覇する。プロコップは50にも及ぶ国内タイトルを獲得した。さらに、彼女が打ち立てた国内記録のうち、走幅跳は1998年、砲丸投の記録は1999年まで破られることはなかった。
1969年に、ニーダーエスターライヒ州の地域集会代表者への就任を皮切りに、政治活動を開始した。中道右派の保守政党オーストリア国民党（ÖVP）の国民議会議員として活動し、2004年にはオーストリア初の女性内相に就任した。
2006年の大晦日、突如胸の痛みを訴え、病院に運ばれる途中、大動脈破裂のためこの世を去った。

## 主な実績
| 年   | 大会                 | 場所                     | 種目     | 結果 | 記録  |
| ---- | -------------------- | ------------------------ | -------- | ---- | ----- |
| 1967 | ユニバーシアード     | 東京(日本)               | 走高跳   | 3位  | 1m68  |
| 1967 | ユニバーシアード     | 東京(日本)               | 五種競技 | 1位  | 4465p |
| 1968 | オリンピック         | メキシコシティ(メキシコ) | 五種競技 | 2位  | 4966p |
| 1969 | ヨーロッパ陸上選手権 | アテネ(ギリシャ)         | 五種競技 | 1位  | 5030p |